# Paralelna vrata (LPT)
Paralelna vrata (LPT) so vrsta vmesnika na računalnikih (osebnih in drugih) za priklop perifernih naprav. Ime se nanaša na način pošiljanja podatkov. Vzporedna vrata pošiljajo na način paralelne komunikacije po več bitov podatkov naenkrat, drugače kot serijska vrata, ki pošiljajo po en bit naenkrat. Vzporedna vrata tako potrebujejo v kablih več podatkovnih linij in konektorjev na vratih. Običajno so zato večja kot običajna serijska vrata, ki potrebujejo zgolj eno podatkovno linijo.